# Песнь дороги
«Песнь дороги» (бенг. পথের পাঁচালী, Pather Panchali) — драматический фильм индийского режиссёра Сатьяджита Рая, благодаря которому об индийском кино узнали во всём мире, кинокартина входит во многие списки лучших и значимых фильмов в истории мирового кино. Снят в 1955 году при финансовой поддержке правительства Западной Бенгалии по одноимённому роману Бибхутибхушона Бондопаддхая. Фильм повествует о быте индусов в начале XX века, в манере итальянского неореализма и поэтического реализма Жана Ренуара. Первая часть трилогии об Апу, также в неё входят «Непокоренный» и «Мир Апу».

## Сюжет
1910-е годы, в деревне, находящейся в Бенгалии, живёт семья Рай. Харихар — пуджари, который мечтает о карьере поэта и драматурга, но живёт скудной и бедной жизнью, вместе со своей женой Сарбоджаей, дочерью Дургой и сыном Апу. Также вместе с ними живёт пожилая родственница Харихара, тётя Индир Такрун. Старушка часто ворует у них еду, иногда пищу для неё добывают дети, крадя фрукты у соседей. Однажды Сарбоджая затевает ссору с Индир по поводу того, что она портит воспитание детей, после чего Индир уходит и ночует в доме другого родственника. Дурга любит Индир и часто дарит ей фрукты, которые крадет из сада соседней, более обеспеченной семьи. Однажды жена соседа обвиняет Дургу в краже бус, что Дурга отрицает, а Сарбоджаю в поощрении её склонности к воровству.
Харихар находит высокооплачиваемую работу, взяв на себя обязательство провести религиозный ритуал для одного богатого фермера. Сарбоджая в очередной раз ссорится с Индир по поводу её новой шали, в то время как вся семья максимально экономит и недоедает. Индир уходит жить к другим родственникам, но спустя какое-то время делает безуспешные попытки вернуться в семью Рай. Дурга и Апу часто проводят время вместе, разделяют простые радости жизни: играют, сидят под деревом, бегают за конфетником, смотрят на театральные представления джатра. Однажды играя в лесу, дети находят скончавшуюся Индир, спустя время старушку хоронят.
У Харихара не ладится с ритуалом и он уезжает в город за лучшей работой, но лишь спустя пять месяцев от него приходит письмо, где говорится, что ему удалось заработать денег и что он скоро вернётся. Однажды в сезон дождей, Дурга слишком долго играет под дождем, простужается и у неё поднимается температура. Из-за бедности ей не обеспечивают должной медицинской помощи, и лихорадка усиливается. Через несколько дней после сильной бури, разрушившей дом семьи Рай, возвращается Харихар, но к этому моменту Дурга скончалась. Харихар, после неудачи в писательстве и смерти своей дочери, принимает решение покинуть деревню и переехать в город вместе с женой и сыном, несмотря на то, что семейство Рай жило здесь поколениями. Апу, перед тем как собираться в путь, случайно находит в вазе на верхней полке те самые бусы, в краже которых обвиняли Дургу, после он выкидывает их в пруд. Семья покидает деревню.

## В ролях
- Каню Баннерджи — Харихар Рай
- Каруна Баннерджи — Сарбоджая Рай
- Субир Баннерджи — Апу
- Ума Дас Гупта — Дурга
- Чунибала Деви — Индир Такрун
- Реба Деви — Седжа Такрун

## Производство
Роман бенгальского писателя Бибхутибхушона Бондопаддхая «Песнь дороги» является классическим романом воспитания в каноне бенгальской литературы. Первоначально печатавшийся по главам в калькуттском периодическом издании в 1928 году он был опубликован в виде книги через год. В романе рассказывается о борьбе бедной семьи за выживание в их деревенском родовом доме и о взрослении Апу, сына семьи. Последняя часть романа, в которой Апу и его родители покидают свою деревню и поселяются в Бенаресе, легла в основу киноленты «Непокорённый» (1956), второго фильма трилогии этого режиссёра.
Сатьяджит Рай, работая художником по графике в Signet Press, создал иллюстрации для нового сокращенного издания книги в 1944 году. В то время Рай прочитал роман без ограничений; владелец издательства Д. К. Гупта сказал ему, что из сокращенной версии получится отличный фильм. Идея понравилась Раю, и примерно в 1946—1947 годах, когда он думал о создании фильма, он обратился к «Песни дороги» из-за определённых качеств, которые «сделали её великой книгой: её гуманизм, её лиризм и её правдоподобие». Вдова автора разрешила ему снять фильм по роману, просто дав своё согласие, без заключения финансового соглашения.
Слово path на бенгальском буквально означает «дорога», а pather означает «путь». Слово panchali обозначает тип народной песни, которая обычно исполняется в Бенгалии перед традиционными театральными представлениями.

## Успех
При содействии Джавахарлала Неру фильм был показан на Каннском кинофестивале 1956 года, где он был встречен овациями и удостоен приза «Лучший фильм о людях». Критики писали о молодом режиссёре, ставшем лицом индийского кинематографа:

Его бесхитростный глаз видит жизнь и людей. Композиция его кадров столь виртуозна, что её можно сравнить с манерой немногих выдающихся режиссёров во всей истории мирового кино… Но не в ракурсах камеры и не в монтаже планов кроется главный секрет его успеха. Сила Рая — в той легкости, с которой он проникает в самое нутро своих героев и показывает, что происходит в их умах и сердцах.— Мусский И. А. «100 великих режиссёров»